# Ogulnius fulvus
Ogulnius fulvus är en spindelart som beskrevs av Bryant 1945. Ogulnius fulvus ingår i släktet Ogulnius och familjen strålspindlar. Inga underarter finns listade i Catalogue of Life.